# Haplomesus brevispinis
Haplomesus brevispinis är en kräftdjursart som beskrevs av Yakov Avadievich Birstein 1960. Haplomesus brevispinis ingår i släktet Haplomesus och familjen Ischnomesidae. Inga underarter finns listade i Catalogue of Life.